# Segona divisió espanyola de futbol 1965-1966
Resum de l'activitat de la temporada 1965-1966 de la Segona divisió espanyola de futbol.

## Grup Nord

### Clubs participants
| Club                   | Ciutat                  | Estadi              |
| ---------------------- | ----------------------- | ------------------- |
| CF Badalona            | Badalona                | Avinguda de Navarra |
| Barakaldo Altos Hornos | Barakaldo               | Lasesarre           |
| Burgos CF              | Burgos                  | El Plantío          |
| RC Celta Vigo          | Vigo                    | Balaídos            |
| CD Comtal              | Barcelona               | Camp Nou            |
| Deportivo de La Coruña | La Corunya              | Riazor              |
| CE Europa              | Barcelona               | Sardenya            |
| Real Gijón             | Gijón                   | El Molinón          |
| CD Hospitalet          | Hospitalet de Llobregat | Municipal d'Esports |
| SD Indautxu            | Bilbao                  | Garellano           |
| UP Langreo             | Langreo                 | Ganzábal            |
| UE Lleida              | Lleida                  | Camp d'Esports      |
| CA Osasuna             | Pamplona                | San Juan            |
| Real Oviedo            | Oviedo                  | Carlos Tartiere     |
| Reial Societat         | Sant Sebastià           | Atotxa              |
| Real Santander         | Santander               | El Sardinero        |

### Classificació
| Pos | Equip                      | PJ | PG | PE | PP | GF | GC | DG  | Pts | Promoció, classificació o descens |
| --- | -------------------------- | -- | -- | -- | -- | -- | -- | --- | --- | --------------------------------- |
| 1   | Deportivo de La Coruña (P) | 30 | 18 | 7  | 5  | 53 | 19 | +34 | 43  | Ascens a Primera Divisió          |
| 2   | Celta Vigo                 | 30 | 17 | 5  | 8  | 54 | 28 | +26 | 39  | Promoció d'ascens                 |
| 3   | Real Gijón                 | 30 | 15 | 6  | 9  | 67 | 50 | +17 | 36  |                                   |
| 4   | Real Oviedo                | 30 | 13 | 8  | 9  | 38 | 22 | +16 | 34  |                                   |
| 5   | Burgos                     | 30 | 13 | 6  | 11 | 42 | 41 | +1  | 32  |                                   |
| 6   | Indautxu                   | 30 | 14 | 4  | 12 | 47 | 47 | 0   | 32  |                                   |
| 7   | Comtal                     | 30 | 14 | 4  | 12 | 55 | 46 | +9  | 32  |                                   |
| 8   | Real Santander             | 30 | 11 | 9  | 10 | 38 | 40 | −2  | 31  |                                   |
| 9   | CA Osasuna                 | 30 | 13 | 5  | 12 | 39 | 41 | −2  | 31  |                                   |
| 10  | Reial Societat             | 30 | 13 | 5  | 12 | 50 | 48 | +2  | 31  |                                   |
| 11  | UE Lleida                  | 30 | 10 | 10 | 10 | 37 | 31 | +6  | 30  |                                   |
| 12  | CF Badalona                | 30 | 13 | 4  | 13 | 32 | 41 | −9  | 30  |                                   |
| 13  | Langreo (O)                | 30 | 10 | 3  | 17 | 37 | 58 | −21 | 23  | Promoció de descens               |
| 14  | CE Europa (O)              | 30 | 9  | 5  | 16 | 33 | 49 | −16 | 23  | Promoció de descens               |
| 15  | CE L'Hospitalet (R)        | 30 | 9  | 1  | 20 | 37 | 63 | −26 | 19  | Descens a Tercera Divisió         |
| 16  | Barakaldo CF (R)           | 30 | 5  | 4  | 21 | 24 | 59 | −35 | 14  | Descens a Tercera Divisió         |

### Resultats
| Casa \ Fora            | BAD | BAR | BUR | CEL | CON | DEP | EUR | GIJ | HOS | IND | LAN | LÉR | OSA | OVI | RSO | SAT |
| ---------------------- | --- | --- | --- | --- | --- | --- | --- | --- | --- | --- | --- | --- | --- | --- | --- | --- |
| CF Badalona            | —   | 1–0 | 2–1 | 2–1 | 2–0 | 0–1 | 3–2 | 2–0 | 1–0 | 3–1 | 4–1 | 1–1 | 1–0 | 1–0 | 1–1 | 3–0 |
| Barakaldo Altos Hornos | 1–0 | —   | 0–2 | 2–1 | 0–2 | 0–2 | 4–1 | 2–3 | 1–2 | 1–4 | 0–2 | 0–0 | 2–2 | 1–1 | 2–2 | 0–1 |
| Burgos                 | 1–0 | 2–0 | —   | 3–2 | 3–0 | 2–1 | 1–1 | 3–2 | 4–2 | 2–1 | 2–0 | 1–0 | 1–3 | 1–2 | 2–1 | 1–1 |
| Celta de Vigo          | 3–0 | 3–0 | 4–2 | —   | 3–0 | 0–0 | 3–0 | 2–1 | 4–0 | 3–1 | 1–0 | 3–0 | 3–1 | 2–1 | 2–0 | 2–1 |
| Comtal                 | 4–1 | 3–1 | 1–1 | 1–1 | —   | 2–2 | 2–1 | 6–2 | 2–0 | 1–0 | 8–1 | 1–0 | 2–0 | 1–3 | 4–1 | 4–1 |
| Deportivo              | 4–0 | 1–0 | 1–0 | 0–0 | 2–1 | —   | 3–0 | 5–1 | 3–0 | 2–0 | 4–0 | 1–0 | 4–0 | 0–0 | 5–1 | 1–0 |
| CE Europa              | 1–1 | 1–2 | 3–1 | 2–0 | 0–0 | 0–1 | —   | 1–3 | 2–1 | 0–1 | 1–0 | 3–2 | 4–0 | 1–0 | 2–1 | 0–0 |
| Gijón                  | 2–1 | 7–1 | 3–0 | 1–1 | 3–1 | 2–0 | 3–1 | —   | 3–0 | 1–1 | 6–2 | 2–1 | 3–1 | 1–0 | 2–1 | 3–3 |
| Hospitalet             | 2–0 | 3–0 | 0–1 | 0–2 | 2–0 | 1–3 | 3–1 | 4–3 | —   | 0–0 | 2–1 | 2–1 | 3–1 | 1–4 | 1–2 | 1–2 |
| Indautxu               | 4–0 | 2–1 | 2–1 | 1–0 | 5–3 | 1–3 | 2–0 | 2–1 | 4–1 | —   | 1–3 | 1–1 | 0–4 | 2–1 | 2–0 | 2–1 |
| Langreo                | 0–0 | 3–2 | 2–0 | 0–2 | 0–1 | 1–0 | 2–0 | 1–3 | 4–2 | 2–1 | —   | 3–1 | 2–2 | 0–1 | 0–1 | 1–1 |
| UE Lleida              | 1–0 | 0–1 | 3–3 | 1–0 | 3–0 | 1–1 | 1–0 | 2–2 | 5–1 | 1–1 | 2–0 | —   | 1–1 | 3–0 | 2–1 | 2–0 |
| CA Osasuna             | 2–0 | 1–0 | 1–1 | 4–1 | 2–1 | 1–0 | 3–0 | 3–2 | 3–1 | 0–1 | 0–2 | 0–0 | —   | 1–0 | 1–0 | 2–0 |
| Real Oviedo            | 4–0 | 4–0 | 0–0 | 1–1 | 2–0 | 0–0 | 3–0 | 1–0 | 2–1 | 1–0 | 2–0 | 0–1 | 2–0 | —   | 2–2 | 1–2 |
| Reial Societat         | 3–1 | 2–0 | 2–0 | 2–1 | 2–1 | 4–2 | 2–4 | 2–2 | 2–0 | 4–1 | 5–2 | 2–1 | 2–0 | 0–0 | —   | 2–3 |
| Santander              | 0–1 | 1–0 | 1–0 | 1–3 | 2–3 | 1–1 | 1–1 | 0–0 | 2–1 | 6–3 | 3–2 | 0–0 | 2–0 | 0–0 | 2–0 | —   |

| Golejador           | Gols | Equip                  |
| ------------------- | ---- | ---------------------- |
| Abel Fernández      | 26   | Celta Vigo             |
| Chapela             | 19   | Deportivo de La Coruña |
| Martí Filosia       | 16   | Comtal                 |
| Miguel Ángel Montes | 15   | Real Gijón             |
| Carles Feliu        | 15   | Comtal                 |

| Porter               | Gols | Partits | Mitjana | Equip                  |
| -------------------- | ---- | ------- | ------- | ---------------------- |
| Benito Joanet        | 19   | 28      | 0.68    | Deportivo de La Coruña |
| Rafael Alarcia       | 22   | 30      | 0.73    | Real Oviedo            |
| José Ramón Ibarreche | 28   | 30      | 0.93    | Celta Vigo             |
| Carlos Patiño        | 31   | 30      | 1.03    | UE Lleida              |
| Lucrecio Luquin      | 30   | 25      | 1.2     | CA Osasuna             |

## Grup Sud

### Clubs participants
| Club                 | Ciutat                 | Estadi                    |
| -------------------- | ---------------------- | ------------------------- |
| Algeciras CF         | Algesires              | El Mirador                |
| CD Badajoz           | Badajoz                | El Vivero                 |
| Cadis CF             | Cadis                  | Ramón de Carranza         |
| CF Calvo Sotelo      | Puertollano            | Calvo Sotelo              |
| Atlético Ceuta       | Ceuta                  | Alfonso Murube            |
| CE Constància        | Inca                   | Campo Nuevo               |
| Granada CF           | Granada                | Los Cármenes              |
| Hèrcules CF          | Alacant                | La Viña                   |
| Llevant UE           | València               | Vallejo                   |
| Melilla CF           | Melilla                | Álvarez Claro             |
| CD Mestalla          | València               | Mestalla                  |
| Reial Múrcia         | Múrcia                 | La Condomina              |
| Rayo Vallecano       | Madrid                 | Vallecas                  |
| Recreativo de Huelva | Huelva                 | Municipal                 |
| CD Tenerife          | Santa Cruz de Tenerife | Heliodoro Rodríguez López |
| Reial Valladolid     | Valladolid             | José Zorrilla             |

### Classificació
| Pos | Equip                                    | PJ | PG | PE | PP | GF | GC | DG  | Pts | Promoció, classificació o descens |
| --- | ---------------------------------------- | -- | -- | -- | -- | -- | -- | --- | --- | --------------------------------- |
| 1   | Hèrcules CF (P)                          | 30 | 16 | 7  | 7  | 44 | 24 | +20 | 39  | Ascens a Primera Divisió          |
| 2   | Granada CF (O, P)                        | 30 | 16 | 5  | 9  | 40 | 29 | +11 | 37  | Promoció d'ascens                 |
| 3   | Algeciras                                | 30 | 14 | 7  | 9  | 42 | 29 | +13 | 35  |                                   |
| 4   | Reial Valladolid                         | 30 | 13 | 9  | 8  | 49 | 32 | +17 | 35  |                                   |
| 5   | Llevant UE                               | 30 | 13 | 8  | 9  | 42 | 22 | +20 | 34  |                                   |
| 6   | Mestalla                                 | 30 | 10 | 13 | 7  | 45 | 44 | +1  | 33  |                                   |
| 7   | Calvo Sotelo                             | 30 | 13 | 6  | 11 | 33 | 36 | −3  | 32  |                                   |
| 8   | CD Tenerife                              | 30 | 13 | 6  | 11 | 40 | 34 | +6  | 32  |                                   |
| 9   | Rayo Vallecano                           | 30 | 12 | 7  | 11 | 37 | 26 | +11 | 31  |                                   |
| 10  | Reial Múrcia                             | 30 | 12 | 5  | 13 | 31 | 37 | −6  | 29  |                                   |
| 11  | Recreativo                               | 30 | 11 | 7  | 12 | 31 | 30 | +1  | 29  |                                   |
| 12  | Cadis CF                                 | 30 | 10 | 7  | 13 | 25 | 28 | −3  | 27  |                                   |
| 13  | Constància (O)                           | 30 | 10 | 6  | 14 | 34 | 49 | −15 | 26  | Promoció de descens               |
| 14  | Atlético Ceuta (O)                       | 30 | 11 | 3  | 16 | 35 | 47 | −12 | 25  | Promoció de descens               |
| 15  | Melilla (R)                              | 30 | 7  | 6  | 17 | 26 | 51 | −25 | 20  | Descens a Tercera Divisió         |
| 16  | Club Deportivo Badajoz (1905)Badajoz (R) | 30 | 4  | 8  | 18 | 22 | 58 | −36 | 16  | Descens a Tercera Divisió         |

### Resultats
| Casa \ Fora      | ALG | BAD | CÁD | CAL | CEU | CON | GRA | HÉR | LEV | MEL | MES | MUR | RAY | REC | TEN | VLD |
| ---------------- | --- | --- | --- | --- | --- | --- | --- | --- | --- | --- | --- | --- | --- | --- | --- | --- |
| Algeciras        | —   | 5–0 | 0–2 | 2–0 | 3–0 | 2–0 | 0–1 | 1–0 | 1–0 | 3–1 | 2–2 | 0–0 | 1–0 | 1–0 | 4–0 | 1–0 |
| Badajoz          | 1–2 | —   | 0–0 | 2–2 | 1–0 | 3–1 | 1–1 | 1–4 | 0–1 | 3–1 | 3–3 | 1–2 | 0–1 | 0–2 | 1–0 | 0–2 |
| Cadis CF         | 1–2 | 0–0 | —   | 1–0 | 3–0 | 3–0 | 3–1 | 2–2 | 1–1 | 1–0 | 1–1 | 1–0 | 0–0 | 1–0 | 1–3 | 1–0 |
| Calvo Sotelo     | 1–0 | 3–1 | 1–0 | —   | 1–0 | 0–0 | 2–0 | 1–0 | 0–0 | 1–2 | 3–1 | 2–1 | 1–1 | 1–0 | 2–1 | 3–0 |
| Atlético Ceuta   | 4–2 | 3–1 | 3–1 | 1–0 | —   | 3–0 | 2–1 | 1–0 | 0–1 | 3–0 | 2–2 | 1–2 | 1–1 | 1–2 | 2–0 | 1–1 |
| Constància       | 1–0 | 0–0 | 3–1 | 5–1 | 1–2 | —   | 2–0 | 2–2 | 3–0 | 0–0 | 2–1 | 0–1 | 3–0 | 1–0 | 1–1 | 2–1 |
| Granada CF       | 0–0 | 3–0 | 2–0 | 2–0 | 2–0 | 3–0 | —   | 1–0 | 1–0 | 1–0 | 2–2 | 4–2 | 3–2 | 2–1 | 2–1 | 3–1 |
| Hèrcules CF      | 2–2 | 3–0 | 2–0 | 2–0 | 2–0 | 3–1 | 2–0 | —   | 1–0 | 1–0 | 0–0 | 2–0 | 1–0 | 2–1 | 1–1 | 3–3 |
| Llevant UE       | 2–0 | 4–0 | 2–0 | 0–1 | 1–0 | 0–1 | 2–0 | 1–0 | —   | 7–0 | 2–2 | 6–0 | 2–2 | 3–1 | 1–1 | 3–1 |
| Melilla          | 2–3 | 1–0 | 0–0 | 2–3 | 1–2 | 3–1 | 0–0 | 1–2 | 2–1 | —   | 1–2 | 1–0 | 1–0 | 0–0 | 0–1 | 2–3 |
| Mestalla         | 2–2 | 4–0 | 1–0 | 2–2 | 2–0 | 3–2 | 0–3 | 1–0 | 0–0 | 1–1 | —   | 1–1 | 2–1 | 3–3 | 3–0 | 0–2 |
| Reial Múrcia     | 1–1 | 3–0 | 0–1 | 3–1 | 4–1 | 2–1 | 1–0 | 1–2 | 0–0 | 2–1 | 0–2 | —   | 1–0 | 2–0 | 1–0 | 0–2 |
| Rayo Vallecano   | 1–0 | 3–0 | 1–0 | 3–0 | 3–0 | 3–1 | 2–0 | 0–1 | 0–1 | 1–1 | 0–1 | 4–1 | —   | 2–0 | 3–1 | 1–0 |
| Recreativo       | 1–0 | 1–1 | 1–0 | 1–0 | 3–1 | 0–0 | 0–1 | 1–1 | 1–0 | 3–0 | 5–1 | 1–0 | 1–1 | —   | 1–0 | 0–0 |
| CD Tenerife      | 2–0 | 2–1 | 1–0 | 1–1 | 2–1 | 7–0 | 2–0 | 1–0 | 2–0 | 1–2 | 3–0 | 0–0 | 1–0 | 3–0 | —   | 1–1 |
| Reial Valladolid | 2–2 | 1–1 | 1–0 | 2–0 | 4–0 | 4–0 | 1–1 | 1–3 | 1–1 | 5–0 | 1–0 | 1–0 | 1–1 | 2–1 | 5–1 | —   |

| Golejador            | Gols | Equip            |
| -------------------- | ---- | ---------------- |
| Mendi                | 18   | Atlético Ceuta   |
| José Juan Gutiérrez  | 15   | CD Tenerife      |
| Juan Ramón Arana     | 12   | Hèrcules CF      |
| José Luis García     | 10   | Reial Valladolid |
| José Antonio Tejedor | 10   | Reial Valladolid |

| Porter                 | Gols | Partits | Mitjana | Equip       |
| ---------------------- | ---- | ------- | ------- | ----------- |
| José Antonio Fernández | 16   | 26      | 0.62    | Llevant UE  |
| Victoriano Bilbao      | 14   | 20      | 0.7     | Hèrcules CF |
| Juan Ignacio Otero     | 20   | 24      | 0.83    | Granada CF  |
| José Bermúdez          | 21   | 25      | 0.84    | Cadis CF    |
| José Antonio Omist     | 27   | 29      | 0.93    | Algeciras   |

## Promoció d'ascens

### Anada
| 15 maig 1966 | Granada CF              | 2-1     | Málaga      | Granada                           |  |
|              | Santos 59' · Miguel 87' | Informe | Otiñano 80' | Los Cármenes · Zariquiegui Izco · |  |

| 22 maig 1966 | CE Sabadell            | 2-0     | Celta Vigo | Sabadell                        |  |
|              | Torrent 29' · Vall 67' | Informe |            | Creu Alta · Ortiz de Mendibil · |  |

### Tornada
| 22 maig 1966 | Málaga     | 1-1 (Total: 2-3) | Granada CF | Màlaga                         |  |
|              | Aragón 52' | Informe          | Eloy 71'   | La Rosaleda · Ruiz Alciturri · |  |

| 29 maig 1966 | Celta Vigo | 0-0 (Total: 0-2) | CE Sabadell | Vigo                           |  |
|              |            | Informe          |             | Balaídos · Gardeazabal Garay · |  |

## Promoció de descens

### Anada
| 19 juny 1966 | Andorra                                   | 4-2     | Atlético Ceuta                   | Andorra                     |  |
|              | Pepín 10', 20' · Moreno 14' · Mayoral 42' | Informe | Mendi 28' · Cervantes 65' (pen.) | Calvo Sotelo · Modol Solé · |  |

| 19 juny 1966 | Atlético Marbella | 1-0     | Langreo | Marbella                        |  |
|              | Lolo 54'          | Informe |         | Utrera Molina · Ortiz Salgado · |  |

| 19 juny 1966 | SD Eibar                | 2-0     | Constància | Eibar                        |  |
|              | Iceta 27' · Vergara 30' | Informe |            | Ipurua · Rodríguez Barroso · |  |

| 19 juny 1966 | Terrassa FC | 1-0     | CE Europa | Terrassa                       |  |
|              | Barceló 85' | Informe |           | Municipal · Pascual Tejerina · |  |

### Tornada
| 26 juny 1966 | Atlético Ceuta                                         | 6-1 (Total: 8-5) | Andorra         | Ceuta                                |  |
|              | Mendi 10', 18', 60', 80' · Espinosa 47' · Escudero 77' | Informe          | Anta 15' (o.g.) | Alfonso Murube · Rodríguez Barroso · |  |

| 26 juny 1966 | Langreo                                        | 4-1 (Total: 4-2) | Atlético Marbella | Langreo                            |  |
|              | Alcorta 2', 20' · Marañón 10' · Santamaría 16' | Informe          | Azquez 68'        | Ganzábal · Orrantia Capelastegui · |  |

| 26 juny 1966 | Constància                               | 3-0 (Total: 3-2) | SD Eibar | Inca                    |  |
|              | Tugores 54' · Noda 82' (pen.) · Ruiz 85' | Informe          |          | Nou Camp · Modol Solé · |  |

| 26 juny 1966 | CE Europa     | 1-0 (Total: 1-1) | Terrassa FC | Barcelona                       |  |
|              | Villodres 11' | Informe          |             | Sardenya · Olavarria González · |  |

### Desempat
| 29 juny 1966 | CE Europa                                     | 4-3     | Terrassa FC                              | Barcelona                    |  |
|              | Elizondo 35' · Díaz 64' · Villodres 76', 154' | Informe | Brunet 52' · Trullàs 81' · Cristóbal 89' | Camp Nou · Peiró Apastegui · |  |

## Resultats finals
- Campió: RC Deportivo de La Coruña, Hèrcules CF.
- Ascens a Primera divisió: RC Deportivo de La Coruña, Hèrcules CF, Granada CF.
- Descens a Segona divisió: CD Málaga, RCD Mallorca, Reial Betis.
- Ascens a Segona divisió: CE Castelló, Club Ferrol, Gimnástica de Torrelavega, CD Logroñés.
- Descens a Tercera divisió: CD Badajoz, Melilla CF, CD Hospitalet, Club Barakaldo Altos Hornos.